# Association des correspondants de la Maison-Blanche
L'association des correspondants de la Maison-Blanche (White House Correspondents' Association, WHCA), est une association américaine regroupant les journalistes qui couvrent l'actualité du président des États-Unis.
L'association traite directement avec l'administration présidentielle des questions de couverture médiatique et de logistique. La WHCA est fondée en 1914, en réaction à une rumeur accusant l'administration présidentielle de choisir et sélectionner les journalistes autorisés à assister à la conférence de presse du président Woodrow Wilson.

## Dîner annuel de la WHCA
Depuis 1924, le dîner annuel (White House Correspondents' Dinner, WHCD) est une tradition nationale durant lequel le président et le vice-président des États-Unis comparaissent. Treize présidents ont assisté au dîner du WHCA, dont le premier fut Calvin Coolidge en 1924. La soirée se déroule le dernier samedi du mois d'avril.
Depuis plusieurs années, il est d'usage que soit présenté après le dîner un sketch dans lequel on se moque du président. Ce sketch est parfois effectué par le président lui-même dans un numéro d'autodérision ou bien par un comédien ou humoriste. La performance est parfois accompagnée d'un film de courte durée faisant participer le président ou l'orateur. Diverses célébrités ont participé à cet exercice dont Nat King Cole, Dizzy Gillespie, Bob Hope, James Cagney, Barbra Streisand, Benny Goodman, Duke Ellington, Rich Little, Jay Leno, Jimmy Kimmel ou encore Conan O'Brien à plusieurs reprises.
En 2006, la prestation de l'humoriste Stephen Colbert fit grand bruit. Pendant une vingtaine de minutes, il vise de manière satirique, agressive et détournée le président George W. Bush et les journalistes de l'association. Téléchargée plus de 2,7 millions de fois en 48 heures sur Internet, le roast de Stephen Colbert a dépassé le simple sketch comique et a provoqué une polémique politique.
Liste des animateurs du dîner :
- 1944 : Bob Hope, Fritz Kreisler, Gracie Fields, Pedro Bargas (ténor), Fred Waring, Elsie Janis, Ed Gardiner, Nan Merriman, Robert Merrill et Frank Black[2]
- 1945 : Frank Sinatra, Danny Thomas, Jimmy Durante, Fanny Brice, Danny Kaye et Gary Moore[3]
- 1953 : Bob Hope[4]
- 1954 : Milton Berle ; The Four Step Brothers[5] ; Jaye P. Morgan ; The McGuire Sisters ; Irving Berlin (I Still Like Ike en l'honneur du Président Eisenhower)[3]
- 1956 : James Cagney ; Nat King Cole, Patti Page et Dizzy Gillespie[6]
- 1961 : The Peiro Brothers (jongleurs), Julie London, Dorothy Provine, Mischa Elman (violoniste), Jerome Hines (chanteur d'opéra)[7]
- 1962 : Peter Sellers, Gwen Verdon, Richard Goodman et Benny Goodman[3]
- 1963 : Merv Griffin ; Barbra Streisand[8]
- 1964 : Duke Ellington ; Smothers Brothers[3]
- 1968 : Richard Pryor[3]
- 1969 : The Disneyland Golden Horseshoe Revue[9]
- 1975 : Danny Thomas[3]
- 1976 : Bob Hope et Chevy Chase[10] ; Gerald Ford[11]
- 1983 : Mark Russell[12]
- 1984 : Rich Little[13]
- 1987 : Jay Leno (1re fois)[14]
- 1988 : Yakov Smirnoff[15]
- 1989 : Jim Morris (imitateur de Bush)[16] ; Garry Shandling[17]
- 1990 : Jim Morris[18]
- 1991 : Sinbad[19]
- 1992 : Paula Poundstone (1re femme à animer le dîner

seule)
- 1993 : Elayne Boosler[21].
- 1994 : Al Franken
- 1995 : Conan O'Brien (1re fois)
- 1996 : Al Franken
- 1997 : Jon Stewart [22] ; Norm Macdonald
- 1998 : Ray Romano
- 1999 : Aretha Franklin[3] ; Brian Williams
- 2000 : Jay Leno (2e fois) ; Bill Clinton (President Clinton: The Final Days).
- 2001 : Darrell Hammond
- 2002 : Drew Carey
- 2003 : Ray Charles[23]
- 2004 : Jay Leno (3e fois)
- 2005 : Cedric the Entertainer ; Laura Bush
- 2006 : Stephen Colbert (en tant que son personnage) ; George W. Bush et Steve Bridges[24]
- 2007 : Rich Little ; David Letterman (Top 10 list : favorite George W. Bush moments)[25]
- 2008 : Craig Ferguson
- 2009 : Wanda Sykes
- 2010 : Jay Leno (4e fois)[26],[27]
- 2011 : Seth Meyers[28],[29]
- 2012 : Jimmy Kimmel
- 2013 : Conan O'Brien (2e fois)[30]
- 2014 : Joel McHale[31]
- 2015 : Cecily Strong ; Keegan-Michael Key en tant que « anger translator » du Président (personnage récurrent du show Key & Peele)
- 2016 : Larry Wilmore
- 2017 : Hasan Minhaj
- 2018 : Michelle Wolf
- 2019 : Ron Chernow
- 2020 : Hasan Minhaj[32]
- 2021 : pas de cérémonie
- 2022 : Trevor Noah
- 2023 : Roy Wood Jr. (en)

Les présidents en exercice sont encouragés à faire un discours et/ou à diffuser une vidéo humoristique, et certains ont été particulièrement appréciés.
En 2000, à la fin de son second mandat, Bill Clinton, certain de ne plus se faire réélire, propose une vidéo de ses « Final Days » à la Maison-Blanche, alors désertée par journalistes et conseillers, ou même sa femme Hilary, alors en pleine campagne électorale. Clinton, désœuvré, tente donc de se trouver des occupations, et la vidéo le montre endosser les rôles de jardinier, standardiste, laveur de voiture, blanchisseurs, cuisinier, etc. Il erre dans les couloirs à pied ou à vélo, regarde Les 101 Dalmatiens avec son chien, apprend à se servir d'eBay, joue à la bataille navale avec son chef d'état-major dans la Situation Room ou s'imagine en vainqueur d'un Oscar.
En 2011, Barack Obama prononce un long discours de dix-huit minutes, où il cible notamment Donald Trump – présent dans le public – après la polémique quant à ses origines (peu de temps avant, Trump et une certaine partie de l'électorat républicain a réclamé de voir le certificat de naissance du Président, Barack Hussein Obama). Il diffuse une courte vidéo reprenant les clichés de la grandeur américaine entrecoupée de photos de son certificat, sur la musique I Am A Real American. Pour clore le débat, Obama déclare qu'il va diffuser, non seulement son certificat de naissance, mais bel et bien la vidéo de sa naissance, à la suite de quoi c'est un extrait de l'introduction du film Le Roi lion qui passe à l'écran. Il railla encore le milliardaire sur des théories complotistes : « Donald peut désormais se poser les vraies questions, comme  : Avons-nous vraiment marché sur la Lune ? Que s'est-il vraiment passé à Roswell ? Où sont Biggie et Tupac ? ». Des journalistes déclarèrent que c'est à ce moment que Donald Trump, qui aurait dit « Je vais leur faire voir. » décida de se représenter à la présidence de 2016 et de la gagner,.
Le dîner est aussi l'occasion de remettre à des membres de l'association plusieurs prix journalistiques : The Merriman Smith Memorial Award (meilleur reportage rendu dans les temps), The Aldo Beckman Memorial Award (excellence journalistique) et The Edgar A. Poe Memorial Award (meilleure histoire à rayonnement régional ou national).
Le sketch de Michelle Wolf en 2018 contient des attaques personnelles contre des membres de l'entourage du président Trump (Kellyanne Conway et Sarah Huckabee Sanders). Celles-ci sont critiquées par l'administration Trump et par une partie de la presse. En conséquence, la WHCA décide, pour 2019, d'inviter non plus un humoriste mais l'historien Ron Chernow pour parler de la liberté de la presse, un sujet très actuel alors que le président Trump accuse certains médias d'être des « ennemis du peuple ».